# 540
540 (DXL) var ett skottår som började en söndag i den julianska kalendern.

## Händelser

### Okänt datum
- En andra köldtopp på kort tid inträffade, efter den år 536. Orsaken kan ha varit ett stort vulkanutbrott.[1]
- Ildibad blir kung över ostrogoterna.

## Födda
- Galswinthia, gotisk prinsessa
- Gregorius I, påve 590–604

## Avlidna
- Dionysius Exiguus. skytisk-romersk munk
- Witigis, ostrogotisk kung